# Bestune
Besturn, ou plus tard Bestune est une marque automobile appartenant au constructeur automobile chinois FAW Group.
Avec sa production de véhicules basés sur les anciennes berlines Mazda, Besturn cible les consommateurs chinois de la classe moyenne ou supérieure. FAW, le propriétaire de Besturn, fabrique également la version du marché chinois de la voiture sur laquelle de nombreux produits Besturn sont basés, les modèles Mazda 6 et Besturn ont été initialement produits dans les usines Mazda de FAW.

## Histoire
Besturn a commencé à vendre ses véhicules sur le marché russe en 2012 avec le B50 comme premier modèle vendu,, qui a fait ses débuts au Salon international de l'automobile de Moscou de 2012. Il a eu des discussions pour créer une coentreprise avec Avtotor pour fabriquer le Besturn X80 en Russie en 2015, Le Besturn X80 a commencé la fabrication en Russie en avril 2017 et FAW mentionne qu'il vendrait au moins deux à trois modèles supplémentaires d'ici 2018.

## Modèles
|             |
| Besturn B30 |

|             |
| Besturn B50 |

|             |
| Besturn B70 |

|             |
| Besturn B90 |

|             |
| Besturn X40 |

|             |
| Besturn X80 |

|             |
| Bestune T77 |

## Ventes
Les 134 500 unités vendues en 2010 représentaient une augmentation substantielle par rapport aux 70 000 de l'année précédente. La popularité de la marque Besturn a peut-être chuté entre 2011 et 2012.

## Relation avec Hongqi
Les véhicules d'une autre marque FAW, Hongqi, peuvent être facilement confondus avec les voitures Besturn. Jusqu'en 2011, les deux marques partageaient les mêmes badges, et en 2008, en raison de la baisse des ventes, les salles d'exposition de Hongqi ont fusionné celles de Besturn.